# Scinax wandae
Espèce
Synonymes
- Hyla wandae Pyburn & Fouquette, 1971

Statut de conservation UICN

 LC  : Préoccupation mineure
Scinax wandae est une espèce d'amphibiens de la famille des Hylidae.

## Répartition
Cette espèce se rencontre entre 100 et 880 m d'altitude dans les Llanos de l'Est de la Colombie et dans les États de Barinas et d'Amazonas au Venezuela.

## Étymologie
Cette espèce est nommée en l'honneur de Wanda Carl Pyburn.

## Publication originale
- Pyburn & Fouquette, 1971 : A New Striped Treefrog from Central Colombia. Journal of Herpetology, vol. 5, no 3/4, p. 97-101.